# Посконов Олексій Андрійович
Олексій Андрійович Посконов (5 березня 1904, місто Уфа, тепер Башкортостан, Російська Федерація — 13 березня 1969, місто Москва, Російська Федерація) — радянський діяч, голова правління Державного банку СРСР, народний комісар фінансів РРФСР. Член Центральної Ревізійної Комісії КПРС у 1966—1969 роках. Депутат Верховної Ради СРСР 7-го скликання.

## Життєпис
Народився в родині робітника. У 1915—1918 роках був учнем в палітурній майстерні, потім працював робітником аптечного складу.
У 1919—1921 роках служив у Червоній армії.
У 1921—1923 роках працював на лісозаводі, був інструктором фабрично-заводських комітетів. 
З 1923 року працював у фінансових органах. У 1923—1930 роках — податковий агент, завідувач відділу, заступник завідувача, завідувач районного фінансового відділу Народного комісаріату фінансів Башкирської АРСР, завідувач відділу, член колегії і завідувач фінансової інспекції Народного комісаріату фінансів Башкирської АРСР. У 1925—1926 роках — слухач Ленінградських центральних фінансових курсів.
Член ВКП(б) з 1928 року.
У 1930—1934 роках навчався в Ленінградському фінансово-економічному інституті за спеціальністю економіст-фінансист.
У 1934—1939 роках — завідувач Уфимського міського фінансового відділу Башкирської АРСР.
У 1939—1940 роках — завідувач Калінінського обласного фінансового відділу.
У 1940 — березні 1941 року — заступник народного комісара фінансів Російської РФСР.
У березні 1941 — липні 1945 року — народний комісар фінансів Російської РФСР.
У липні 1945 — 1948 року — 1-й заступник народного комісара (міністра) фінансів СРСР. У 1948 — травні 1960 року — заступник міністра фінансів СРСР. У травні 1960 — серпні 1963 року — 1-й заступник міністра фінансів СРСР.
14 серпня 1963 — 13 березня 1969 року — голова правління Державного банку СРСР.
Помер 13 березня 1969 року після важкої хвороби в місті Москві. Похований 15 березня 1969 року на Новодівочому цвинтарі Москви.

## Нагороди
- два ордени Леніна (.03.1964,)
- п'ять орденів Трудового Червоного Прапора
- медалі